# علي عسغر (شليل)
علی عسغر (بالفارسية: علی عسگر) هي قرية تقع في إيران في قسم شلیل الريفي. يقدر عدد سكانها بـ 203 نسمة .